# Hugo de Hachberg-Sausenberg
Hugo, margrave de Hachberg-Sausenberg (m. 1444) fue margrave de Hachberg-Sausenberg desde 1441 hasta su muerte en 1444, junto con su hermano Rodolfo IV.
Era el hijo del margrave Guillermo de Hachberg-Sausenberg y su esposa Isabel de Montfort-Bregenz. En 1441, el padre de Rodolfo abdicó en favor de Hugo y de su hermano Rodolfo IV. Puesto que ambos eran menores de edad, su tío el conde Juan de Friburgo-Neuchâtel asumió el gobierno como su tutor.  El 8 de septiembre de 1444, el conde Juan de Friburgo-Neuchâtel entregó el distrito de Badenweiler, incluyendo el castillo de Badenweiler a sus sobrinos Rodolfo IV y HUgo. Los distritos de Badenweiler, Rötteln y Hachberg-Sausenberg formaron entonces una zona casi contigua Markgräflerland, al norte de Basilea y al sur de Friburgo. Hugo murió ese mismo año 1444, después de solo tres años como cogobernante. No tenía heredero, así que a partir de su muerte, Rodolfo IV gobernó en solitario.